# Cook Islands Round Cup
De Cook Islands Round Cup is de in 1971 opgerichte hoogste voetbaldivisie van de Cookeilanden die door de Cook Islands Football Association wordt georganiseerd.

## Deelname
Het aantal deelnemers op het hoogste is doorgaans zes of zeven.
Deelname 2018
Aan de competitie van 2018 namen de volgende zes clubs deel: